# Hrabovka
Hrabovka (Hongaars: Szúcsgyertyános) is een Slowaakse gemeente in de regio Trenčín, en maakt deel uit van het district Trenčín.
Hrabovka telt 443 inwoners.